# دون کیجوت
دون کیجوت (انگلیسی: Don Quijote) شرکت خرده‌فروشی ژاپنی است، که در سال ۱۹۸۰ تأسیس شد.